# Dendrophthoe mearnsii
Dendrophthoe mearnsii är en tvåhjärtbladig växtart som beskrevs av Danser. Dendrophthoe mearnsii ingår i släktet Dendrophthoe och familjen Loranthaceae. Inga underarter finns listade i Catalogue of Life.